# Opéra de Göteborg
L'opéra de Göteborg (en suédois Göteborgsoperan) est un opéra situé dans le quartier Lilla Bommen à Göteborg (Suède).
Les travaux de construction ont débuté en juin 1991, le bâtiment a été achevé en octobre 1994.
Une compagnie de danse contemporaine (GöteborgsOperans Danskompani) est affiliée à l'opéra.

## Liens
- (sv + en) Site officiel
- Ressources relatives au spectacle :   - Carthalia
  - European Theatre Architecture
  - Kunstenpunt
- Ressource relative à la musique :   - MusicBrainz